# Олщински окръг
Олщински окръг (на полски: Powiat olsztyński) е окръг в Североизточна Полша, Варминско-Мазурско войводство. Заема площ от 2 838,02 км2. Административен център е град Олщин, който не е част от окръга.

## География
Окръгът обхваща земи от историческите области Вармия и Мазурия. Разположен е в централната част на войводството.

## Население
Населението на окръга възлиза на 120 854 души (2012 г.). Гъстотата е 43 души/км2.

## Административно деление
Административно окръгът е разделен на 12 общини.
Градско-селски общини:
- Община Барчево
- Община Бискупец
- Община Добре Място
- Община Йежьорани
- Община Олщинек

Селски общини:
- Община Гетшвалд
- Община Дивити
- Община Йонково
- Община Колно
- Община Пурда
- Община Ставигуда
- Община Швьонтки

## Галерия
- Барчево
- Бискупец
- Добре Място
- Йежьорани
- Олщинек